# يوشيكو يواسا
يوشيكو يواسا (باليابانية: 湯浅 芳子) في (7 ديسمبر 1896 - 24 أكتوبر 1990) كانت معلمة لغة روسية ومترجمة الأدب الروسي في فترة شووا اليابانية.

## سيرة ذاتية
ولدت في كيوتو، كانت يوشيكو من أوائل المؤيدين للحركة النسوية في أواخر تايشو وأوائل فترة شووا اليابانية. انتقلت إلى طوكيو، وقد انجذبت أيضا إلى الحركات السياسية اليسارية وانخرطت مع قائدة حركة الأدب البروليتاري النسائية الاديبة مياموتو يوريكو.في عام 1924، بعدما تطلقت مياموتو من زوجها، بدأت المرأتان على العيش معا، ومن 1927 إلي 1930، سافرتا معا إلى الاتحاد السوفيتي، حيث درستا اللغة الروسية والأدب الروسي وطورتا صداقتهما مع المخرج سيرجي آيزنشتاين.
بعد عودتهم إلى اليابان ومياموتو تزوجت، واصلت يوشيكو مع ترجمتها لأعمال المؤلفين الروسيين، وخاصة أعمال مكسيم غوركي، أنطون تشيخوف وصموئيل مارشاك. واشتهرت لترجمتها لمسرحية تشيخوف «بستان الكرز». توفيت يوشيكو في عام 1990، وقبرها في توكي-جي، وهو معبد في كاماكورا.

## الإرث
بعد وفاتها، تم تأسيس جائزة يواسا يوشيكو لأفضل ترجمة لمسرحية لغة أجنبية إلى اللغة اليابانية.